# Bartok le Magnifique
Pour plus de détails, voir Fiche technique et Distribution.
Bartok le Magnifique (Bartok the Magnificent) est un long métrage d'animation américain de Don Bluth et Gary Goldman, sorti directement en vidéo le 16 novembre 1999.
Il s'agit d'un spin-off du film Anastasia (1997).

## Synopsis
Bartok la chauve-souris, devenu artiste de rue à Moscou avec l'ours Zozi comme collègue, mène une vie paisible et est adulé par le peuple russe qui ne se lasse pas de ses tours et de ses théâtrales performances héroïques. Mais lorsque le prince Ivan est enlevé, laissant comme héritière du trône la régente Ludmilla qui semble dangereuse, Bartok est contraint de partir à sa recherche, chez la sorcière  Baba Yaga, malgré la frayeur qu'il éprouve à cette idée. Il se voit imposer une suite d'épreuves toutes plus infernales les unes que les autres.

## Fiche technique
- Titre original : Bartok the Magnificent
- Titre français : Bartok le Magnifique
- Réalisation : Don Bluth et Gary Goldman
- Scénario : Jay Lacopo (en)
- Musique : Stephen Flaherty
  - Chansons : Lynn Ahrens et Stephen Flaherty
- Production : Don Bluth et Gary Goldman
- Société de production : 20th Century Fox
- Société de distribution : 20th Century Fox
- Langue : anglais, russe, français
- Genre : Film d'animation, Film musical
- Format : Couleurs - 35 mm - 1,33:1 - Dolby Digital
- Durée : 67 min
- Dates de sortie : 
  - États-Unis : 16 novembre 1999 ;  France : ?

## Distribution
| - Hank Azaria : Bartok - Kelsey Grammer : Zozi - Andrea Martin : Baba Yaga - Catherine O'Hara : Ludmilla - Tim Curry : The Skull - Jennifer Tilly : Piloff - Phillip Van Dyke : Ivan - Diedrich Bader : Vol | - Patrick Guillemin : Bartok - Richard Darbois : Zozi - Brigitte Virtudes : Ludmilla - Élisabeth Wiener : Baba Yaga - Joanna Michel : Baba Yaga (voix chantée) - Emmanuel Jacomy : le Crâne - Dorothée Pousséo : Piloff - Donald Reignoux : le prince Yvan - Patrice Dozier : Vol le garde |

## Chansons du film
- Baba Yaga - Chœurs
- Bartok le Magnifique - Bartok et chœurs
- Un merveilleux héros - Zozi et Bartok
- Y'a quelqu'un chez moi - Baba Yaga
- La Vraie Ludmilla - Ludmilla